# Endomikorrhiza

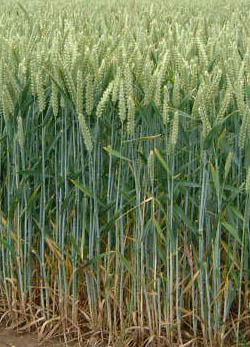
Endomikorrhizális búza

Az endomikorrhiza (belső mikorrhiza) a növény-gomba gyökérkapcsolatok egyik fő csoportja. Nevüket onnan kapták, hogy a szimbiózisban részt vevő gombák hifái behatolnak a növény sejtfalába, és ott a kéregsejtekben binárisan elágazó (arbuszkulumokat, azaz „fácskákat”), illetve duzzadt hólyag vagy ballon (vezikulum, azaz „hólyagocska”) formájú betüremkedéseket hoznak létre. Ezért leggyakoribb típusukat korábban vezikulo-arbuszkuláris mikorrhizáknak 
(VAM) is nevezték; ehelyett mostanság az egyszerűbb arbuszkuláris mikorrhiza (AM) név használatos.

## Kialakulása
ősmaradványok és molekuláris genetikai bizonyítékok egyaránt arra utalnak, hogy ez a mutualizmus 400–460 millió éve jelent meg, amikor az első növények feltűntek a szárazföldön. Ebben az időben az arbuszkuláris mikorrhizák különösen nagy segítséget nyújthattak a növényeknek az ellenséges körülmények (tápanyag- és vízhiány) leküzdésében.

## A gomba és a növény kapcsolata
A gomba hifái valójában nem hatolnak be a protoplazmába, tehát a sejt belsejébe, csak betüremkednek a sejtmembránon át. Az arbuszkulumok szerkezete jelentősen megnöveli a hifa és a sejt citoplazmájának érintkezési felületét, ami megkönnyíti a tápanyagok szállítását. A vezikulumok vélhetőleg a gomba anyagcseretermékeit tárolják.

## A kapcsolatban részt vevő gombák
Arbuszkuláris mikorrhizákat csak egy viszonylag kevés (körülbelül száz) fajból álló, önálló gombacsoport alkot. Ezeket a nemzetségeket:
- Glomus,
- Scutellospora,
- Gigaspora,
- Acaulospora,
- Entrophospora stb.[1]

az újabb DNS-vizsgálatok alapján külön rendszertani törzsbe különítették el endomikorrhiza-gombák (Glomeromycota) néven. Az ide tartozó gombák egyáltalán nem szakosodnak egy-egy növényre: bár többnyire lágyszárúakkal, de néha fás szárú növényekkel is társulnak.
Az endomikorrhiza-gombák kizárólagos szimbionták: in vitro nem, csak növényi gyökérrel együtt élve szaporodnak. Hifáik sokmagvúak, válaszfal nélkül. Vegetatív úton keletkező spórákkal szaporodnak (tehát nem fejlesztenek termőtestet). A spórák a gyökerekből a talajba ágazó hifákon fejlődnek egyesével vagy csoportosan. Sok millió éve aszexuálisan szaporodnak, ráadásul az egyedek számos, genetikusan eltérő sejtmagot tartalmazhatnak – részben a mutációk, részben a genetikusan eltérő hifák összeolvadása miatt. Egy-egy micélium különböző részei különböző sejtmagokat tartalmazhatnak, amitől maga az „egyed” fogalma válik kérdésessé, hiszen az egy genom = egy egyed szabály itt érvénytelen. A jelenség neve: heterokariózis.
Az endomikorrhiza-gombák a leggyakoribb talajgombák közé tartoznak.

## A kapcsolatban részt vevő növények
Az arbuszkuláris mikorrhiza a legősibb és legelterjedtebb mikorrhiza-típus. A növénycsaládok mintegy 85%-ában megtalálható. A legismertebb, mikorrhizákat nem képző növénycsaládok:
- keresztesvirágúak,
- libatopfélék.

## Típusai
Az endomikorrhizák további fajtái az arbuszkuláris mikorrhizák mellett:
- számos, a hangavirágúak (Ericales) rendjébe tartozó növény erikoid mikorrhizát alkot néhány, a Hymenoscyphus nemzetségbe tartozó gombafajjal.
- elkülönítik néha az ektendomikorrhizákat,[4] amelyek az ektomikorrhizák karakterisztikus ismérveit mutatják, de behatolnak a sejtekbe. Főképp a répafenyő (Pinus), a  lucfenyő(Picea)n a medveszőlő (Arctostaphylus), kisebb mértékben a vörösfenyő (Larix) nemzetségben fordul elő. Sajátos változata a szamócafa (Arbutus) gyökérkapcsolata, amit egyesek külön mikorrhiza-fajtának („arbutoid mikorrhiza”) tekintenek, továbbá a fenyőspárga (Monotropa) gyökérkapcsolata, amit időnként „monotropoid mikorrhiza” néven különböztetnek meg.
- Életciklusa egy részében valamennyi kosborféle(Orchidaceae) mikoheterotróf, azaz bazídiumos gombán élősködik, azzal orchideoid mikorrhizát hoz létre.

Az endomikorrhiza két fő morfológiai típusa az Arum- és a Paris-típusú szimbiózis.